# Imamato del Caucaso
L'Imamato del Caucaso (in arabo: إِمامة قفقاز, in russo: Кавказский имамат) anche conosciuto come Imamato Caucasico fu fondato dagli imam del Daghestan nei primi anni dell'800 nel Caucaso, in particolare nella Cecenia, Circassia, e Daghestan, per la lotta contro i russi durante la guerra caucasica.

## XIX secolo
L'Imamato è stato fondato nel 1828 da Ghazi Mohammed unendo in una sola entità statale due enclavi distinte, dal 1806 (conquista russa della Georgia) uniche aree ancora immuni dalla conquista russa dei territori circostanti. A Ghazi Mohammed successe Gamzat-bek quattro anni più tardi. Quando egli fu assassinato nel 1834, da una banda che comprendeva Hadji Murad, Shamil divenne il terzo imam. L'Imamato raggiunse sotto di lui l'apogeo, includendo Daghestan, Circassia, Cecenia e alcune regioni dell'Inguscezia. Gli Adighi del Caucaso occidentale sono stati fedeli alla regola suprema dell'Imam Shamil esercitata tramite i suoi naib (luogotenenti). Shamil ha guidato l'Imamato fino alla sua consegna ai russi nel 1859.
Il supremo organo di governo dell'Imamato è stato il Consiglio di Stato (Diwan) che consisteva di muftī, naib e murid.

## Quarto Imamato
Dopo la rivoluzione russa del 1917, un tentativo di ristabilire l'Imamato è stata fatta dal figlio di uno dei naib di Shamil, Najm ad-Din (nome russificato: Najmuddin Gotsinsky. Questo nome deriva dalla conquista del Dagestan di Gotso, quando fu aggiudicato alla nobiltà dallo zar), con l'aiuto della Turchia, nel marzo-aprile 1918. Egli fu pronunciato quarto imam del Caucaso settentrionale (Repubblica delle Montagne del Caucaso Settentrionale), e depose il potere bolscevico, ma ben presto fu sconfitto dai sovietici. Egli ha poi condotto la guerriglia nelle montagne del Daghestan e Cecenia contro la Repubblica Sovietica delle Montagne.